# Triệu Thị Trinh
Triệu Thị Trinh foi uma guerreira vietnamita do século III que conseguiu, durante algum tempo, resistir com êxito ao Estado chinês de Wu Oriental durante a sua ocupação do Vietnã. Embora seja chamada Trieu Thị Trinh, seu nome dado real é desconhecido. A seguinte citação é associada a ela: "Eu gostaria de montar tempestades, matar tubarões no mar aberto, expulsar os agressores, reconquistar o país, desfazer os laços de servidão e nunca dobrar minhas costas a ser a concubina de qualquer homem."